# Kurzamra
Kurzamra és un gènere monotípic d'angiospermes. La seua única espècie és Kurzamra pulchella, la qual és un endemisme andí. És originària de Xile i Argentina, on és coneguda com a "poleo de cordillera". S'empra com a planta medicinal.
És una herba perenne postrada, ramosa, molt fragant i que forma gespes. Les fulles són nombroses oblongues, sèssils, obtuses, angostes cap a la base i de 3-5 mm de longitud, mentre que les de la base són esquamiformes. Les flors estan disposades a les axil·les de les fulles apicals, marcadament pedunculades. Presenta un calze gamosèpal acampanat-tubulós, amb 5 dents llargament pubescents amb l'àpex mucronat. La corol·la és rosada de 8 mm de longitud, bilabiada, on el llavi posterior dret una mica escotat, mentre que l'anterior té 3 divisions quasi iguals. L'androceu està format per 4 estams didínams, inserits a la gola del tub corol·lar. L'estigma té dues divisions desiguals. El fruit és una núcula ovoide i llisa.
Creix sobre sòls humits (sòls solts o roques fosques molt meteoritzades) al voltant de les veges dels Andes sobre els 3500 m. Floreix a l'estiu. El seu hàbitat és alterat pel trepig dels animals i per la construcció de camins. Es sol trobar associada a Festuca weberbauerii.

## Sinonímia
- Soliera pulchella Clos in C.Gay, Fl. Chil. 4: 489 (1849).
- Micromeria pulchella (Clos) Wedd., Chlor. Andina 2: 151 (1860).[1]